# Pikku Kaakkurijärvi
Pikku Kaakkurijärvi är en sjö i Gällivare kommun i Lappland och ingår i Råneälvens huvudavrinningsområde.